# Curage axillaire
Le curage axillaire est une étape du traitement chirurgical du cancer du sein. Son objectif est diagnostic et thérapeutique. Ce terme désigne des techniques très diverses selon les opérateurs (J. Salvat, 1989 (35)).

## Techniques
Les recommandations actuelles précisent l'extension du curage axillaire. Celui-ci est considéré comme complet lorsqu'il enlève l'ensemble des ganglions axillaires du niveau I (étage axillaire inférieur) et du niveau II (étage axillaire moyen) - le niveau I correspondant aux ganglions axillaires situés le long du bord externe du muscle petit pectoral, et le niveau II correspondant aux ganglions axillaires situés entre le bord externe et le bord interne du muscle petit pectoral.